# USS LST-734
O USS LST-734 foi um navio de guerra norte-americano da classe LST que operou durante a Segunda Guerra Mundial.Transferido para a Marinha Argentina e renomeado ARA Cabo San Vincente (BDT-14).